# Adalbert Duchek

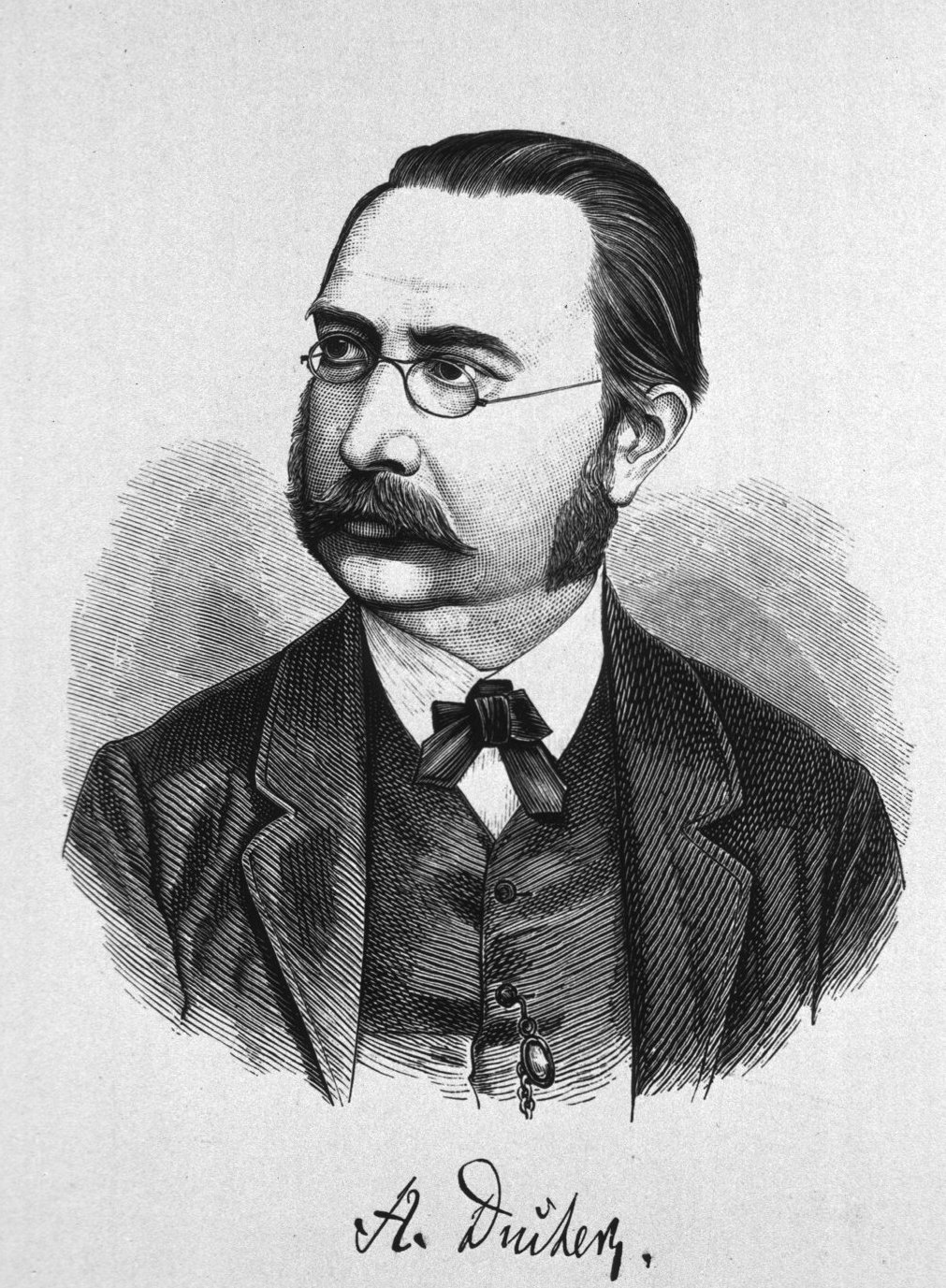
Adalbert Duchek

Adalbert Duchek (* 1. Dezember 1824 in Prag; † 2. März 1882 in Wien; tschechisch Vojtěch Duchek) war ein österreichischer Internist und Pathologe.

## Leben
Adalbert Duchek war der Sohn eines Arztes. Sein Vater starb früh und er musste bereits während seiner Studienzeit seinen Lebensunterhalt auf sich allein gestellt bestreiten. Er studierte Medizin an der Universität Prag, an der er 1848 über die Tuberkulose der Wirbelsäule dissertierte. Anschließend arbeitete er bis 1850 als Sekundararzt an der Prager Irrenanstalt. Dort wirkte der reformerische Psychiater Josef Gottfried Riedel als Direktor. Duchek forschte zum Zusammenhang von „Seelenstörungen“ mit Erkrankungen des Nervensystems. Carl Freiherr von Rokitansky knüpfte an seine diesbezüglichen Studien an. Später war Duchek als Assistent von Josef Hamerník an der medizinischen Universitätsklinik in Prag tätig.
Er beschäftigte sich viel mit pathologischer Anatomie und Chemie. Seine in dieser Zeit entstandene Studie über das Verhalten von Alkohol im tierischen Organismus wurde oft zitiert. Duchek wurde 1855 als Professor für innere Medizin an die medizinisch-chirurgische Lehranstalt Lemberg berufen. Im Jahr 1856 wechselte er als Professor an die Universität Heidelberg. Er heiratete im selben Jahr Marie Riedel, die Tochter seines ehemaligen Vorgesetzten Josef Gottfried Riedel. Die Ehe blieb kinderlos. In Heidelberg lehrte er neben innerer Medizin auch allgemeine und spezielle Pathologie sowie pathologische Anatomie.
Nach der Wiedereröffnung des Collegium-Medico-Chirurgicum-Josephinum, einer medizinisch-chirurgischen Akademie zur Ausbildung von Militärärzten in Wien, wirkte Duchek dort von 1858 bis 1871. Er begann mit der Veröffentlichung seines Hauptwerks, des mehrbändigen Handbuchs der speciellen Pathologie und Therapie, das er jedoch nicht vollenden konnte. Als besonders wertvoll galten seine Erkenntnisse zu Kehlkopf- und Herzkrankheiten. Sein Schreibstil war einfach, aber genau und anschaulich. Er gehörte zudem von 1861 bis 1870 zu den Mitherausgebern der Wiener Medizinischen Jahrbücher und des Wochenblatts der Zeitschrift der k. k. Gesellschaft der Ärzte zu Wien. Er wurde von seinen Zeitgenossen wie sein ehemaliger Lehrer Josef Hamerník zur „Prager Linie“ der zweiten Wiener Medizinischen Schule gerechnet.
Duchek übernahm 1871 als Nachfolger von Joseph Ritter von Škoda an der Universität Wien die Lehrkanzel der ersten medizinischen Universitätsklinik im Allgemeinen Krankenhaus. Diese hatte er bis zu seinem Tod inne. Er galt bei seiner Lehrtätigkeit als klar und verständlich und engagierte sich als Vorstand des Vereins zur Pflege kranker Studirender. Zu seinen Schülern zählten der Syphilidologe und Dermatologe Franz Mraček und der Internist Edmund Neusser. Duchek praktizierte auch als beliebter Arzt, der für seine ausgezeichneten Diagnosen bekannt war. Einer seiner prominenten Patienten war Erzherzog Franz Karl, der Vater von Kaiser Franz Joseph I. Mit seiner Wiener Praxis erwirtschaftete Duchek ein großes Vermögen. So konnte er 1875 um 250.000 Gulden die landtäflichen Güter Wotin, Przedslav, Habartitz und Chuchle im Bezirk Klattau kaufen.

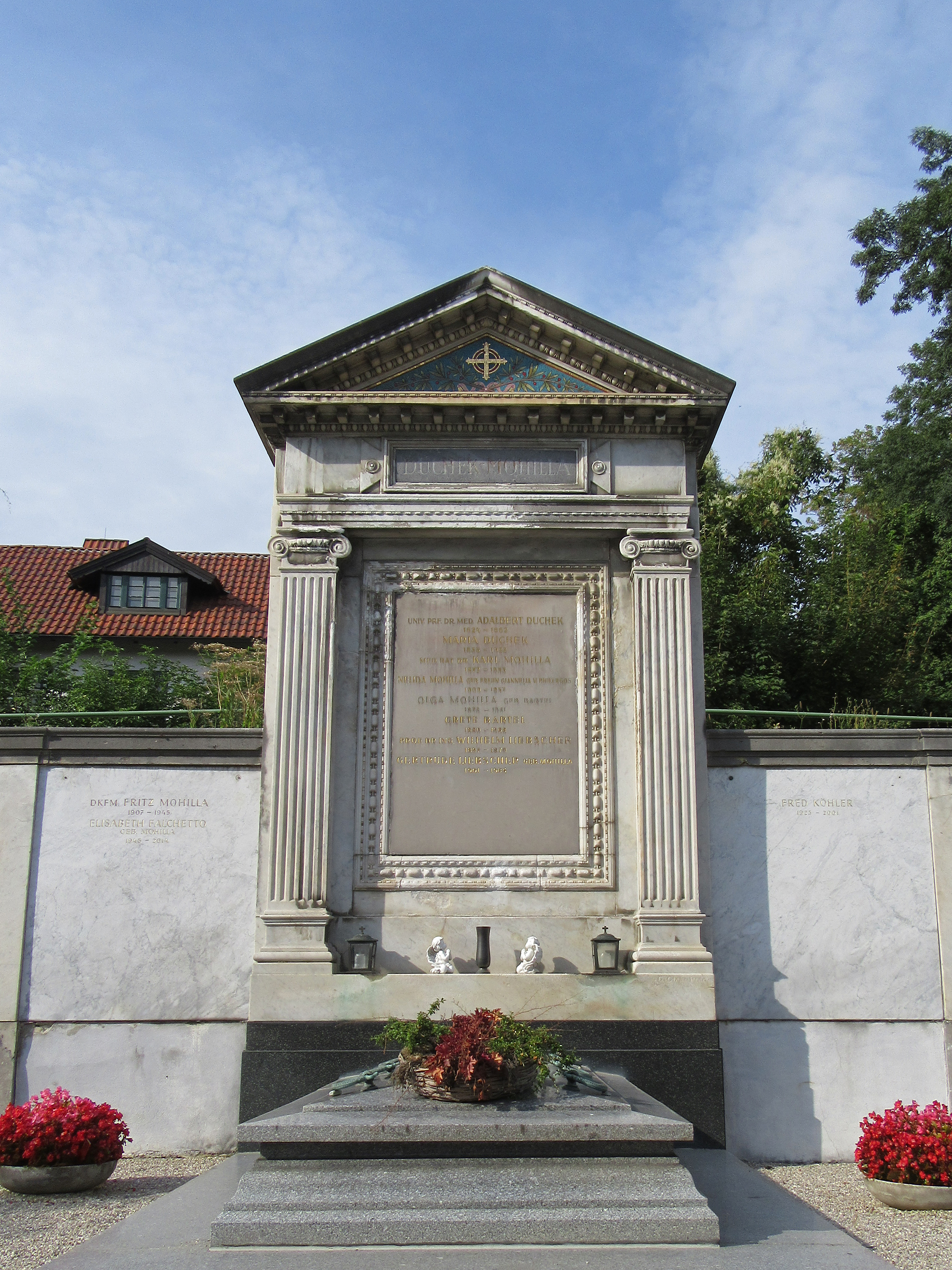
Grab von Adalbert Duchek

Adalbert Duchek litt in seinen letzten Jahren an einer Herzkrankheit. Er starb im Alter von 57 Jahren an einer durch eine Gastritis ausgelösten Herzlähmung. Er wurde am Weidlinger Friedhof (Abteilung A, Nr. 59) bestattet.

## Schriften
- Über die Wirbel-Tuberkulose. Inaugural-Dissertation. Haase, Prag 1848.
- Ueber die Gehirn-Atrophie als Ursache des paralytischen Blödsinns. In: Vierteljahrschrift für die praktische Heilkunde, herausgegeben von der medicinischen Facultät in Prag. Prag 1851.
- Ueber das Verhalten des Alcohols im thierischen Organismus. In: Vierteljahrschrift für die praktische Heilkunde, herausgegeben von der medicinischen Facultät in Prag. Dritter Band. Prag 1853, S. 104.
- Ueber Intermittens. In: Josef Halla, Josef Kraft (Hrsg.): Vierteljahrschrift für die praktische Heilkunde, herausgegeben von der medicinischen Facultät in Prag. Vierter Band oder Sechzigster Band der ganzen Folge. Karl André, Prag 1858, S. 73–127.
- Handbuch der speciellen Pathologie und Therapie. Enke, Erlangen 1862.
- Untersuchungen über den Arterienpuls. In: A. Duchek, C. Langer, A. Schauenstein (Hrsg.): Medizinische Jahrbücher. II. Band, IV. Heft. k. k. Gesellschaft der Ärzte in Wien, Wien 1862, S. 49–72.
- Studien über Hirnkrankheiten. In: C. Braun, A. Duchek, L. Schlager (Hrsg.): Medizinische Jahrbücher. I. Band, I. Heft. k. k. Gesellschaft der Ärzte in Wien, Wien 1865, S. 99–114.
- Ueber das Aneurysma des Truncus anonymus. In: C. Braun, A. Duchek, L. Schlager (Hrsg.): Medizinische Jahrbücher. I. Band, IV. Heft. k. k. Gesellschaft der Ärzte in Wien, Wien 1865, S. 125–134.
- Ueber einige seltene Hirn- und Nervenerscheinungen im Verlaufe des Ileotyphus. In: Wochenblatt der Zeitschrift der k. k. Gesellschaft der Ärzte. Nr. 37–39, 1866, S. 371–376, 381–386, 389–392.
- Scorbut (Scharbock), Scorbutus. In: Theodor Billroth, Franz von Pitha (Hrsg.): Handbuch der allgemeinen und speciellen Chirurgie. Band I, 2. Abth., 1. Heft. Enke, Stuttgart 1869, S. 273–306.

## Ehrungen

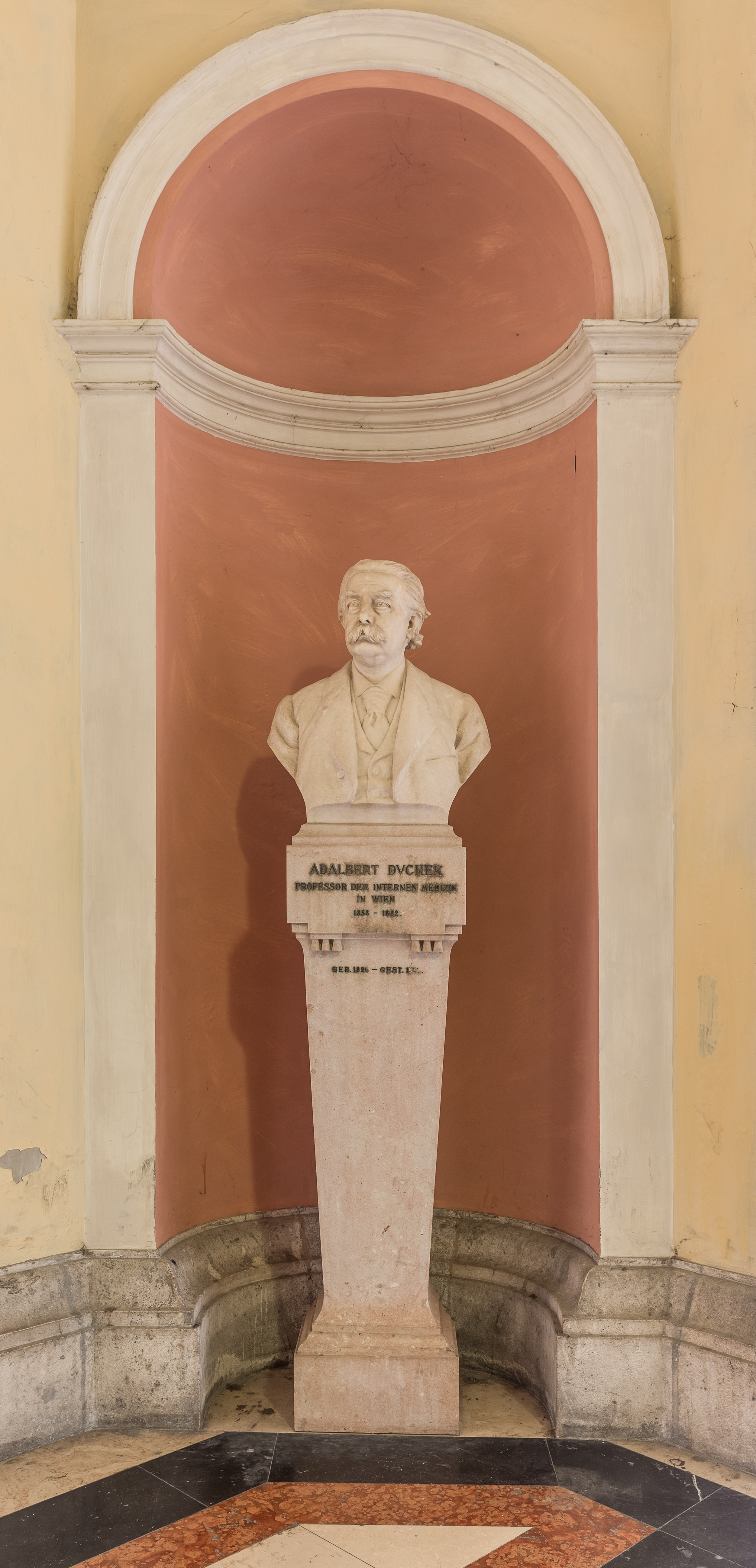
Duchekdenkmal in der Universität Wien

Adalbert Duchek bekam 1873 in Anerkennung seiner Verdienste um die Wissenschaft und das Lehramt den Titel Hofrat verliehen. Er wurde außerdem 1879 mit dem Ritterkreuz des Franz-Joseph-Ordens ausgezeichnet.
Fast zwei Jahrzehnte nach seinem Tod wurde 1901 im Arkadenhof des Hauptgebäudes der Universität Wien ein Duchekdenkmal enthüllt, das der Bildhauer Josef Grünhut gestaltet hatte. In Wien-Essling wurde 1954 die Duchekgasse nach dem Mediziner benannt.